# Phytobia manifesta
Phytobia manifesta är en tvåvingeart som beskrevs av Spencer 1977. Phytobia manifesta ingår i släktet Phytobia och familjen minerarflugor. Inga underarter finns listade i Catalogue of Life.